# Central Belt

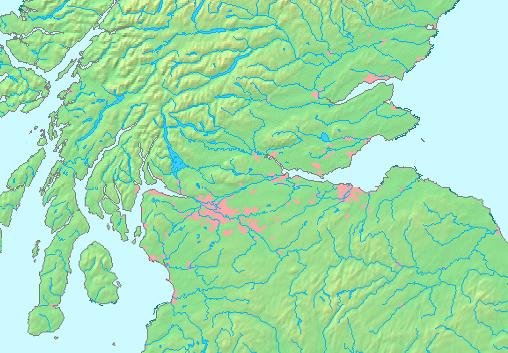
Vue de l'Écosse pointant la Central Belt en rose : l'agglomération de Glasgow est à l'ouest, celle d'Édimbourg à l'est.

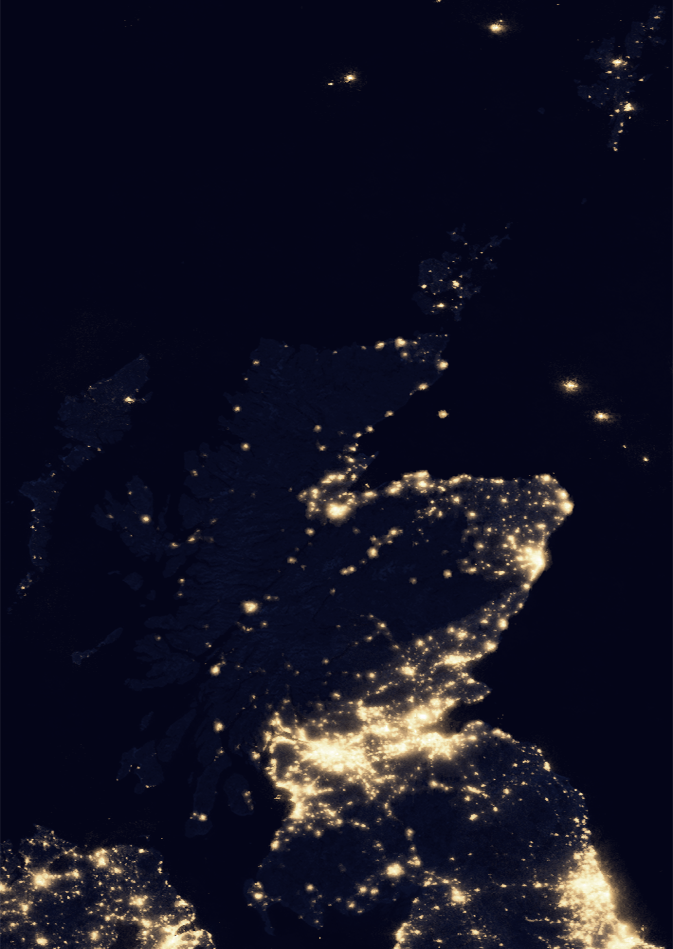
Vue de l'Écosse, la nuit, depuis l'espace (en 2012) : la Central Belt apparait plus lumineuse que le reste du pays.

La Central Belt (ceinture centrale) est un terme usuel servant à désigner la zone la plus densément peuplée d'Écosse (comprenant notamment les villes de Glasgow et Édimbourg). Appelée aussi parfois Midlands, elle sépare les Highlands au nord des  Lowlands, au sud du pays.
La Central Belt présente différentes caractéristiques. Géographiquement c'est la plus courte distance de la côte de la mer du Nord à l'Est à la côte Ouest sur la mer d'Irlande (65 km). D'un point de vue démographique elle concentre la moitié de la population écossaise. De même, un peu plus de la moitié du PIB écossais vient de la région. Historiquement, les deux villes principales, Glasgow et Édimbourg, sont complémentaires : Glasgow, surnommée « La Brute au cœur d'or » a une vocation industrielle et commerciale, basée sur la sidérurgie, le charbon, le textile et la construction navale ainsi qu'avec les échanges avec l'Amérique et l'Inde ; Édimbourg, « La Vieille Fille », est la capitale politique et financière de la nation et le siège des élites nobles et du clergé.